# Lijst van grietmannen van Hoogkerk
Dit is een lijst van grietmannen van de voormalige Nederlandse grietenij Hoogkerk in de provincie Groningen, die bestaan heeft tot 1803.
| Ambtsperiode | Naam grietman                    | Leven     | Bijzonderheden                                                          |
| ------------ | -------------------------------- | --------- | ----------------------------------------------------------------------- |
| 1695         | Everhard Ringhels op Coninxpoort |           | hoofdeling                                                              |
| 1712 - 1724  | Wesselus Ringhels                | 1666-1737 | zoon van Everhard Ringhels, grietman van Hoogkerk, Leegkerk en Dorkwerd |
| 1760 - 1761  | dr. Rudolph Aernoldi             |           |                                                                         |
| 1789         | Frans Izaak Guichart, J.U.D.     | 1756-1827 | later rechter te Appingedam                                             |